# Sean Cronin
Pour les articles homonymes, voir Cronin.
Pas d'image ? Cliquez ici

a Compétitions nationales et continentales officielles uniquement.

b Matchs officiels uniquement.
Dernière mise à jour le 4 décembre 2022.
Sean Cronin, né le 6 mai 1986 à Limerick, est un joueur international irlandais de rugby à XV retraité. Il jouait au poste de talonneur et a joué pour les provinces du Munster, du Connacht et du Leinster en United Rugby Championship.

## Carrière

### En club
Natif de Limerick, il commence le rugby avec le club de Shannon avant de rejoindre logiquement l'équipe de sa province le Munster.
Il fait ses débuts en Celtic League lors de la saison 2007-2008. Il ne joue que deux rencontres et quitte le club pour le Connacht afin de trouver une place de titulaire.
En janvier 2010, Cronin s'engage avec le Leinster qu'il rejoint à la fin de la saison après trois saisons passées avec la franchise du Connacht,.
Le 20 avril 2022, il annonce prendre sa retraite à la fin de la saison après avoir remporté neuf titres avec sa franchise du Leinster.

### En équipe nationale
Il honore sa première cape internationale avec l'équipe irlandaise le 21 novembre 2009 à Dublin, lors d'un test match contre l'Équipe des Fidji où il remplace Jerry Flannery à la 72e minute. 
Le 13 mars 2010 au Croke Park, il fait sa première apparition dans le Tournoi des Six Nations. À la 79e minute du match face à l'équipe du pays de Galles, comptant pour la quatrième journée du tournoi, il remplace Rory Best. Sélectionné pour la tournée d'été 2010 dans l'hémisphère sud, le 12 juin 2010 il est aligné dès le début du test match contre l'équipe de Nouvelle-Zélande disputé à New Plymouth ; il est remplacé par John Fogarty à la 77e minute de cette rencontre, dominée par les Néo-zélandais (66-28). Deux semaines plus tard, il joue les 70 premières minutes du test match contre l'équipe d'Australie à Brisbane, à nouveau perdu 22-15 par les Irlandais. 
Il est de nouveau sélectionné pour le Tournoi des six nations 2011 puis il est retenu par Declan Kidney le 22 août 2011 dans la liste des trente joueurs qui disputent la coupe du monde de rugby à XV 2011. Il y dispute deux matchs de poule contre la Russie et contre l'Italie.
Il est sélectionné pour le Tournoi des Six Nations 2018. Il joue les cinq matchs du tournoi et marque un essai. L'Irlande remporte tous ses matchs et réalise ainsi le Grand Chelem.

## Statistiques en équipe nationale
Sean Cronin compte 72 sélections dont dix en tant que titulaire, depuis sa première sélection le 21 novembre 2009 à Dublin face à l'équipe des Fidji jusqu'à sa dernière contre la Russie le 3 octobre 2019. Il inscrit trente points, six essais.
Il participe à neuf éditions du Tournoi des Six Nations, de 2010 à 2019 (ne manquant que le 2017). Il dispute 33 rencontres, avec une titularisation lors du 2019, et inscrit quinze points, 3 essais.
Il participe à trois éditions de la coupe du monde, en 2011, face à la Russie et l'Italie, en 2015 où il affronte le Canada, la Roumanie et l'Italie et en 2019 contre le Japon et la Russie.

## Palmarès

### En club
- Leinster
  - Vainqueur de la Coupe d'Europe en 2012 et 2018
  - Finaliste de la Coupe d'Europe en 2019
  - Vainqueur du Challenge européen en 2013
  - Vainqueur du Pro14 en 2013, 2014, 2018, 2019, 2020 et 2021

### En sélection
- Irlande
  - Vainqueur du Tournoi des Six Nations en 2014, 2015 et 2018 (Grand Chelem)

### Distinctions personnelles
- Meilleur marqueur d'essais de la Coupe d'Europe en 2019